# Chromosome polytène

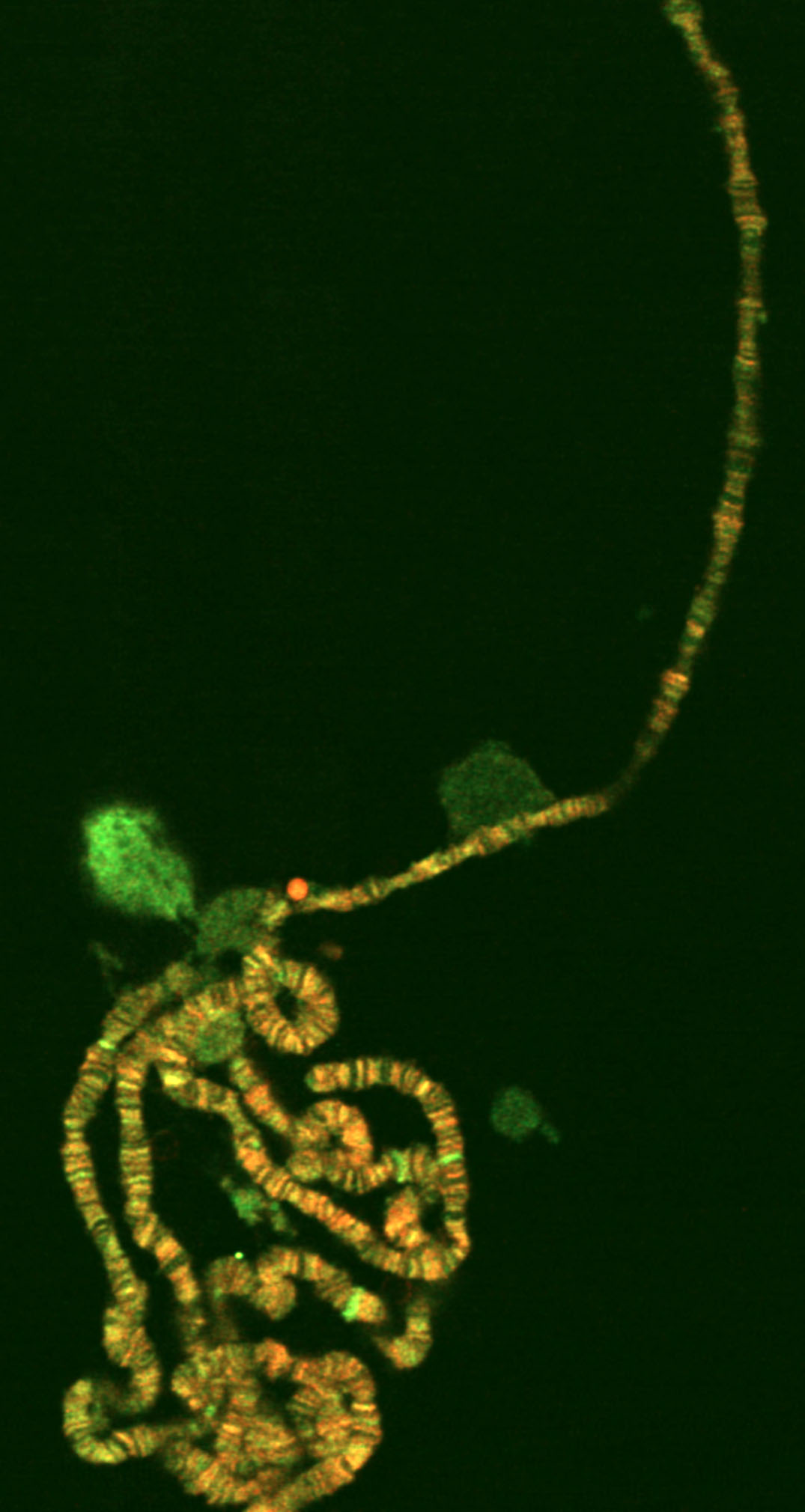
Chromosome polytène grossi 5000 fois

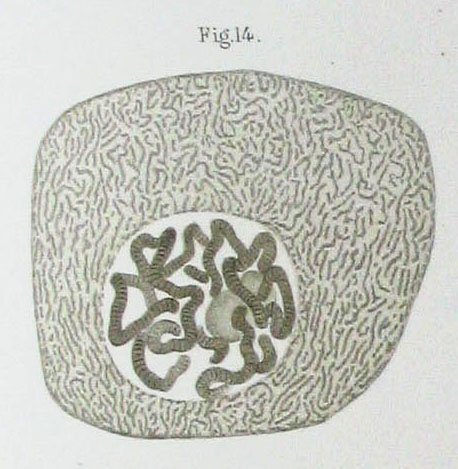
Dessin de chromosomes polytènes dans une cellule de glande salivaire de Chironome.

Les chromosomes polytènes (ou polyténiques) sont présents dans les cellules de certains organes des larves de Diptères (les glandes salivaires par exemple). Ils correspondent à un certain nombre de copies des chromatides (jusqu'à 1 024) qui sont restées soudées entre elles (phénomène d'endoréplication). La coloration de Feulgen rend visible, au microscope photonique, des bandes fortement colorées, correspondant à des régions de chromatine condensée (appelées hétérochromatine), et des bandes plus claires (renflements ou « puffs »), les régions moins condensées de la chromatine (appelées euchromatine).

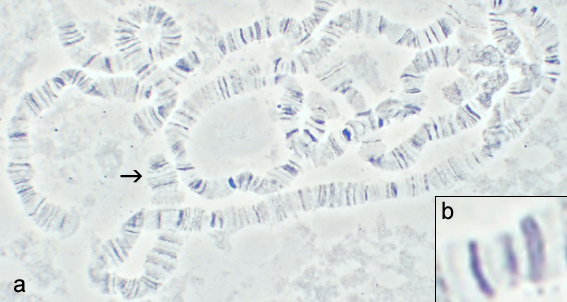
Chromosome polytène de glande salivaire de drosophile

On appelle « puffs » les régions diffuses relâchées du chromosome polyténique. Ce sont des sites de transcription active en ARN. Un anneau de Balbiani est un puff de grosse taille sur le chromosome. Il tire son nom de son découvreur Édouard-Gérard Balbiani (1823-1899).
Les chromosomes polytènes ont été largement étudiés par Calvin Blackman Bridges, collaborateur de Thomas Hunt Morgan.

## Fonction
En plus de causer l'expansion des cellules par augmentation du volume du noyau, les chromosomes polytènes pourraient avoir un avantage métabolique, les copies multiples d'ADN pouvant permettre un haut niveau d'expression des gènes.